# گویدو کارلسی
گویدو کارلسی (ایتالیایی: Guido Carlesi؛ زادهٔ ۷ نوامبر ۱۹۳۶ – درگذشتهٔ ۲ اکتبر ۲۰۲۴) دوچرخه‌سوار اهل ایتالیا بود.